# Corallicola nana
Corallicola nana — вид грибів, що належить до монотипового роду Corallicola.